# Cerco de Eger (1552)
O Cerco de Eger de 1552 ocorreu durante as Guerras Otomanos-Habsburgos, no século XVI. Foi uma grande vitória húngara após uma série de derrotas esmagadoras impostas pelas forças turcas durante o avanço otomano na Europa Central e Oriental. No entanto, representou um pequeno esforço dos húngaros sob a dinastia dos Habsburgos na tentativa de conter o domínio turco na região.

## Antecedentes históricos
O sultão turco, Solimão, o Magnífico, iniciou a expansão de seu império em 1520, após o reinado de Selim I. Ele começou agressões contra os territórios húngaros e austríacos, invadindo o solo húngaro em 1526. O exército húngaro foi esmagado na Batalha de Mohács e o caminho ficou aberto para o ataque à bacia do Danúbio. A batalha trouxe também a morte do rei da Hungria e Boêmia, Luís II, levando a uma disputa pelo trono. O imperador austríaco Fernando I sucedeu ao trono da Boêmia, mas foi contestado ao trono húngaro pelo pretendente João Zápolya cujo pedido foi apoiado por nobres e pelo sultão. A disputa pelo poder continuou para além da morte de João, em 1540, quando seu filho, João Sigismundo Zápolya sucedeu ao trono. Não foi resolvido até que ele renunciou ao trono em 1563, quando foi sucedido por Maximiliano II.
Os otomanos encontraram resistência durante o cerco de Kőszeg em 1532, quando uma força de 800 homens sob o comando de Miklós Jurisich conseguiu deter o exército otomano. No entanto, isto só atrasou sua campanha por 25 dias, e eles continuaram a se aproximar de Buda, finalmente ocupando o capital em 1541. Buda tornou-se a sede do governo turco na área, com o apoio turco, João II governou os territórios ocupados.
A perda dos fortes cristãos em Temesvár e Szolnok em 1552 foram culpa de soldados mercenários dentro das fileiras húngaras. Quando os turcos viraram sua atenção no mesmo ano para a cidade de Eger, no norte da Hungria, esperava-se encontrar pouca resistência, particularmente porque os dois grandes exércitos turcos sob os comandos dos paxás Ahmed e Ali, que haviam esmagado anteriormente todos os seus opositores, tinham se juntado para atacar Eger.
Eger era uma fortaleza importante e fundamental para a defesa do restante do solo húngaro. Ao norte de Eger ficava a desprotegida cidade de Kassa (hoje Košice), o centro de uma importante região de minas, que desde o Reino da Hungria produzia grandes quantidades de prata e ouro utilizadas na cunhagem de moedas. Além de permitir a conquista de uma fonte das receitas, a queda de Eger possibilitaria ao Império Otomano a garantia de uma rota alternativa segura para a logística e as tropas no avanço militar em direção ao oeste, posteriormente permitindo com que os turcos lançassem ofensivas contra Viena com mais freqüência.

## A fortaleza
A fortaleza de Eger está situada a leste da cidade numa encosta. Sua localização real não era a ideal do ponto de vista militar - o castelo só protege as partes sul e oeste da cidade murada - no entanto, tinha a vantagem sobre as forças otomanas, uma vez que era um excelente local para as posições dos canhões. O castelo incluía uma fortaleza externa e interna com uma torre, que servia de portão, voltada para o sudeste e seis bastiões nas muralhas - o Bastião Terra e o Bastião Prisão a noroeste, o Bastião Sándor na muralha norte, o Bastião Bolyky, no canto nordeste, o Bastião Bebek, sobre o canto leste da fortaleza externa e o Bastião Dobó, sobre a muralha ocidental. O portão Varkoch ficava na muralha sul da fortaleza interna, enquanto que o Bastião Igreja ficava no centro da muralha que separava as duas partes da fortaleza.
A fortaleza de Eger foi construída sobre as ruínas de um antigo forte de pedras, que substituiu um antigo acampamento de casas de barro, possivelmente erguidas pelos Hunos. Isto tornava as fundações de Eger mais fortes do que o habitual e muito dificultava o trabalho dos otomanos que tentassem cavar túneis por sob as muralhas. Como era costume durante os cercos naquele tempo, tanto os atacantes quanto os defensores tentavam cavar os túneis sob as muralhas a fim de colocar barris de pólvora, quer seja para abrir brechas na fortaleza ou destruir as trincheiras do invasor. Nenhuma destas tentativas foi bem sucedida durante o cerco de Eger.

## O cerco
O exército otomano, que chegou em Eger consistia de cerca de 150.000 homens, cerca de 80.000 dos quais eram soldados treinados para o uso várias armas e excelentes combatentes. O restante incluía o pessoal de logística, artesãos, comerciantes e caravanas de ciganos que forneciam serviços de reparo e de entretenimento popular para as tropas otomanas, tais como cartomancia e quiromancia. Deste modo, a proporção de defensores de Eger para os invasores era de cerca de 1 para 50 no combate. No entanto, muitos dos otomanos estavam desgastados e cansado devido a longa caminhada a pé, que se iniciou nos Bálcãs, na primavera de 1552.
Os otomanos tinham 16 zarbuzans (grandes canhões utilizados para o cerco), bem como 150 médias e pequenas peças de artilharia e um total de dois mil camelos, que se revelou muito útil na coleta e transporte de madeira para o local a ser utilizado para a construção de plataformas temporárias no cerco. Os defensores tinham seis grandes e cerca de uma dúzia de pequenos canhões e algumas 300 pistolas de trincheira com um grande suprimento de munições.
Apesar da diferença numérica de soldados, as espessas muralhas de Eger e o elevado moral dos seus defensores permitiram fazer com que a fortaleza resistisse a cinco grandes assaltos e contínuo fogo dos canhões (excluindo as que ficaram fixadas nas paredes da fortaleza, quase 12.000 balas de canhão caíram no interior da fortaleza antes do término do cerco).
A fortaleza foi defendida por 2.100 pessoas, uma mistura de soldados profissionais, insurgentes camponeses e algumas dezenas de mulheres. Entre os cerca de 1.530 pessoas prontas para o combate, havia apenas um punhado de mercenários estrangeiros: Dobó tinha contratado seis operadores de canhões da Alemanha, a fim de tornar mais eficiente o uso da artilharia de Eger. Os defensores foram comandados por István Dobó e o seu adjunto István Mekcsey, que assumiu o comando em 1549. Outro destacado oficial, famoso na literatura e folclore húngaro, foi Gergely Bornemissza. Ele comandou um destacamento de 250 mosqueteiros austríacos, no entanto, foi sua habilidade com explosivos que tornou conhecido este jovem oficial. Durante o cerco, Bornemissza produziu primitivas, porém letais granadas e pequenos barris de pólvora, feito bombas, para serem usados contra os atacantes, bem como uma roda de moinho de água embalada em pólvora que ele rolou em direção às fileiras otomanas. Seu segredo consistia em que a pólvora não simplesmente explodia faíscas, mas produzia ainda mais fogo. Ele carregou estas armas com óleo, enxofre e sílex, a fim de lançar sobre o inimigo com mísseis incendiários.
Os turcos esperavam uma vitória fácil, mas a bravura dos defensores do castelo, assim como a inspirada liderança de Dobó, repeliu repetidos ataques turcos. Mesmo após o depósito da torre com 24 toneladas de pólvora negra ter explodido e causado sérios danos estruturais, os invasores ainda não conseguiram encontrar uma forma para entrar no castelo. Após 39 dias de sangrentos, brutais e intensos combates, o restante do exército otomano retirou-se, abatidos e humilhados. As perdas dos defensores chegaram a cerca de um terço de suas fileiras, incluindo os mortos e mutilados permanentemente em combate. Dobó perdeu os seus dois cadetes.
Segundo a moderna pesquisa histórica, vários fatores externos contribuíram para o sucesso dos defensores. Houve significativa discordância dos combates entre os dois líderes otomanos, o paxá Ali e o paxá Ahmed. Ahmed era mais antigo e havia contribuído com o dobro das tropas para o exército conjunto, mas Ali mostrou mais talento estratégico e provou sua habilidade na artilharia, causando grandes danos às muralhas do castelo com a sua bateria de apenas quatro grandes canhões próprios para o cerco. Durante o cerco, o exército otomano utilizou pólvora e balas de canhão (que eram esculpidas em mármore), pelo menos duas vezes, limitando o uso da artilharia pesada de Ahmed por uma semana ou mais. O fim do outono chegou mais cedo do que o habitual com fortes chuvas e temperaturas muito baixas à noite. As rações reduzidas de arroz e acusações de corrupção entre os oficiais causaram descontentamento entre as tropas otomanas.
Após a vitória Dobó e seus oficiais pediram demissão, a fim de protestar contra a recusa do rei Fernando I de contribuir com qualquer ajuda material para a defesa. Gergely Bornemissza foi nomeado para assumir o comando da fortaleza. Ele sofreu mais tarde uma emboscada, foi capturado e enforcado pelos otomanos. A fortaleza de Eger permaneceu resistente aos ataques turcos até 1596, quando 7.000 defensores, a maioria de mercenários, capitularam quase sem resistência às forças turcas pessoalmente comandadas pelo sultão, Maomé III, o Justo. Foi o início de quase 80 anos de controle turco da cidade.

## O Cerco na arte e literatura
Os mais antigos registros do cerco foram feitos pelo cronista Sebestyén Tinódi Lantos em 1554, que escreveu versos musicados das façanhas do povo de Eger. Foi apenas no século XIX que o cerco foi utilizado pelos escritores húngaros como base para relatos ficcionais. O primeiro foi o poema Eger por Mihály Vörösmarty, em 1827]. O texto mais famoso foi do autor Géza Gárdonyi, que escreveu seu popular romance histórico Egri csillagok, em 1899, sobre os acontecimentos deste período. Ele relata os eventos cronologicamente e inclui o cerco e conta a história de Bornemissza, bem como do capitão Dobó, e o seu adjunto István Mekcsey. Durante a década de 1960, o romance foi adaptado em um filme de longa-metragem, que ainda é regularmente mostrado na TV húngara. A pintura de Bertalan Székely, Az Egri Nők (Mulheres de Eger) ilustra a defesa da fortaleza, especialmente pelas mulheres da população local, e está exposto na Galeria Nacional de Artes, em Budapeste.